# Aleksander Kwaśniewski
Aleksander Kwaśniewski (Białogard, 15. studenog 1954.), poljski političar i predsjednik Poljske od 1995. do 2005. godine.
Kwaśniewski je naslijedio Lecha Walesu kao pobjednik predsjedničkih izbora 1995. Izabran je 2000. godine da služi drugi mandat. 
On je bivši vođa stranke lijevog krila Sojusz Lewicy Demokratycznej (Savez Demokratske Ljevice).